# Lijst van parochies in het bisdom Aalborg
Deze pagina bevat een overzicht van parochies van het bisdom Aalborg in Denemarken. Het bisdom telt 300 parochies (hieronder 301).
- Aaby (parochie, Jammerbugt)
- Aarestrup (parochie)
- Abildgård (parochie)
- Agerø Kirkedistrikt
- Agersted (parochie)
- Agger (parochie)
- Ajstrup (parochie)
- Albæk (parochie, Frederikshavn)
- Als (parochie)
- Alsted (parochie, Morsø)
- Alstrup (parochie, Jammerbugt)
- Ansgars (parochie, Aalborg)
- Arden Kirkedistrikt
- Arup (parochie)
- Aså-Melholt (parochie)
- Asdal (parochie)
- Åsted (parochie, Frederikshavn)
- Astrup (parochie, Hjørring)
- Astrup (parochie, Mariagerfjord)
- Bælum (parochie)
- Bangsbostrand (parochie)
- Bedsted (parochie, Thisted)
- Bejstrup (parochie)
- Biersted (parochie)
- Bindslev (parochie)
- Bislev (parochie)
- Bistrup (parochie, Hjørring)
- Bjergby (parochie, Hjørring)
- Bjergby (parochie, Morsø)
- Blenstrup (parochie)
- Blidstrup (parochie)
- Boddum (parochie)
- Børglum (parochie)
- Brønderslev (parochie)
- Brovst (parochie)
- Buderup (parochie)
- Budolfi (parochie)
- Byrum (parochie)
- Dall (parochie)
- Dorf Kirkedistrikt
- Dragstrup (parochie)
- Dronninglund (parochie)
- Durup (parochie, Rebild)
- Ejdrup (parochie)
- Ejerslev (parochie)
- Ellidshøj (parochie)
- Elling (parochie)
- Elsø (parochie)
- Em (parochie)
- Erslev (parochie)
- Farstrup (parochie)
- Ferslev (parochie, Aalborg)
- Fjerritslev Kirkedistrikt
- Flade (parochie, Frederikshavn)
- Flade (parochie, Morsø)
- Fræer (parochie)
- Frederikshavn (parochie)
- Frejlev (parochie)
- Frøslev (parochie, Morsø)
- Gærum (parochie)
- Galtrup (parochie)
- Gåser Kirkedistrikt
- Gerding (parochie)
- Gettrup (parochie)
- Gistrup (parochie)
- Gjøl (parochie)
- Godthåb (parochie)
- Gøttrup (parochie)
- Gravlev (parochie)
- Grurup (parochie)
- Grynderup (parochie)
- Gudum (parochie, Aalborg)
- Gudumholm Kirkedistrikt
- Gunderup (parochie)
- Hadsund (parochie)
- Hæstrup (parochie)
- Hallund (parochie)
- Hals (parochie, Aalborg)
- Hals (parochie, Læsø)
- Hammer (parochie, Aalborg)
- Hans Egedes (parochie, Aalborg)
- Hansted (parochie, Thisted)
- Harring (parochie)
- Harritslev (parochie)
- Hasseris (parochie)
- Hassing (parochie)
- Haverslev (parochie, Jammerbugt)
- Hellevad (parochie, Brønderslev)
- Helligsø (parochie)
- Hellum (parochie)
- Heltborg (parochie)
- Hillerslev (parochie, Thisted)
- Hirtshals (parochie)
- Hjallerup (parochie)
- Hjardemål (parochie)
- Hjortdal (parochie)
- Hørby (parochie, Frederikshavn)
- Hørdum (parochie)
- Hørmested (parochie)
- Horne (parochie, Hjørring)
- Horsens (parochie)
- Hørsted (parochie)
- Hou Kirkedistrikt
- Hulsig Kirkedistrikt
- Hundborg (parochie)
- Hune (parochie)
- Hunstrup (parochie)
- Hurup (parochie)
- Hvidbjerg (parochie, Morsø)
- Hvidbjerg Vesten Å (parochie)
- Hvorup (parochie)
- Ingstrup (parochie)
- Jannerup (parochie)
- Jelstrup (parochie)
- Jerslev (parochie)
- Jerup Kirkedistrikt
- Jetsmark (parochie)
- Jørsby (parochie)
- Kallerup (parochie)
- Karby (parochie)
- Karup (parochie, Frederikshavn)
- Kåstrup (parochie)
- Kettrup (parochie)
- Klarup (parochie)
- Klim (parochie)
- Klitmøller (parochie)
- Koldmose Kirkedistrikt
- Kollerup (parochie, Jammerbugt)
- Komdrup (parochie)
- Kvissel Kirkedistrikt
- Langeslund (parochie)
- Lendum (parochie)
- Lerup (parochie)
- Lild (parochie)
- Lillevorde (parochie)
- Lindholm (parochie)
- Ljørslev (parochie)
- Lodbjerg (parochie)
- Lødderup (parochie)
- Løkken-Furreby (parochie)
- Lundby (parochie, Aalborg)
- Lyngby (parochie, Hjørring)
- Lyngby (parochie, Rebild)
- Lyngsaa Kirkedistrikt
- Margrethe (parochie, Aalborg)
- Mårup (parochie)
- Melholt Kirkedistrikt
- Mollerup (parochie)
- Mosbjerg (parochie)
- Mou (parochie)
- Mygdal (parochie)
- Mylund Kirkedistrikt
- Nibe (parochie)
- Nørhå (parochie)
- Nørholm (parochie)
- Nørre Kongerslev (parochie)
- Nørre Tranders (parochie)
- Nørresundby (parochie)
- Nors (parochie)
- Nøvling (parochie, Aalborg)
- Nykøbing M (parochie)
- Øland (parochie)
- Ørding (parochie)
- Ørum (parochie, Brønderslev)
- Ørum (parochie, Thisted)
- Øsløs (parochie)
- Øster Assels (parochie)
- Øster Brønderslev (parochie)
- Øster Hassing (parochie)
- Øster Hjermitslev Kirkedistrikt
- Øster Hornum (parochie)
- Øster Hurup Kirkedistrikt
- Øster Jølby (parochie)
- Øster Svenstrup (parochie)
- Øster Vandet (parochie)
- Østerild (parochie)
- Østervrå Kirkedistrikt
- Oue (parochie)
- Ovtrup (parochie, Morsø)
- Råbjerg (parochie)
- Ræhr (parochie)
- Rakkeby (parochie, Hjørring)
- Rakkeby (parochie, Morsø)
- Redsted (parochie)
- Rold (parochie)
- Romdrup (parochie)
- Rørbæk (parochie)
- Rørdal Kirkedistrikt
- Rostrup (parochie)
- Rubjerg (parochie)
- Sæby (parochie, Frederikshavn)
- Saltum (parochie)
- Sankt Catharinæ (parochie)
- Sankt Hans (parochie, Hjørring)
- Sankt Markus (parochie, Aalborg)
- Sankt Olai (parochie, Hjørring)
- Sebber (parochie)
- Sejerslev (parochie)
- Sejlflod (parochie)
- Sejlstrup (parochie)
- Sennels (parochie)
- Serritslev (parochie)
- Siem (parochie)
- Sindal (parochie)
- Sjørring (parochie)
- Skærum (parochie)
- Skæve (parochie)
- Skagen (parochie)
- Skalborg (parochie)
- Skallerup (parochie, Hjørring)
- Skallerup (parochie, Morsø)
- Skelund (parochie)
- Skibsted (parochie)
- Skinnerup (parochie)
- Skjoldborg (parochie)
- Skørping (parochie)
- Skørping Nykirke Kirkedistrikt
- Skræm (parochie)
- Skyum (parochie)
- Snedsted (parochie)
- Solbjerg (parochie, Morsø)
- Solbjerg (parochie, Rebild)
- Sønder Dråby (parochie)
- Sønder Kongerslev (parochie)
- Sønder Tranders (parochie)
- Sønderhå (parochie)
- Sønderholm (parochie)
- Sønderup (parochie, Rebild)
- Sørig Kirkedistrikt
- Sørup Kirkedistrikt
- Stagstrup (parochie)
- Stenbjerg Kirkedistrikt
- Stenild (parochie)
- Stenum (parochie)
- Storarden (parochie)
- Store Ajstrup (parochie)
- Store Brøndum (parochie)
- Storvorde (parochie)
- Suldrup (parochie)
- Sulsted (parochie)
- Sundby (parochie, Morsø)
- Svenstrup (parochie, Aalborg)
- Tæbring (parochie)
- Tårs (parochie, Hjørring)
- Terndrup Kirkedistrikt
- Thisted (parochie)
- Tilsted (parochie)
- Tise (parochie)
- Tødsø (parochie)
- Tolne (parochie)
- Tolstrup (parochie, Brønderslev)
- Tømmerby (parochie)
- Tornby (parochie)
- Torslev (parochie, Frederikshavn)
- Torslev (parochie, Jammerbugt)
- Torsted (parochie, Thisted)
- Torup (parochie, Rebild)
- Tranum (parochie)
- Tved (parochie, Thisted)
- Tversted (parochie)
- Uggerby (parochie)
- Ugilt (parochie)
- Ulsted (parochie)
- Understed (parochie)
- Vadum (parochie)
- Valsgaard (parochie)
- Vang (parochie)
- Vebbestrup (parochie)
- Vedsted (parochie, Jammerbugt)
- Veggerby (parochie)
- Vejby (parochie, Hjørring)
- Vejerslev (parochie, Morsø)
- Vejgaard (parochie)
- Vennebjerg (parochie)
- Vesløs (parochie)
- Vester Assels (parochie)
- Vester Hassing (parochie)
- Vester Hjermitslev (parochie)
- Vester Torup (parochie)
- Vester Vandet (parochie)
- Vesterkær (parochie)
- Vesterø (parochie)
- Vestervig (parochie)
- Vidstrup (parochie)
- Vigsø (parochie)
- Villerslev (parochie)
- Visborg (parochie)
- Visby (parochie, Thisted)
- Vive (parochie)
- Vodskov (parochie)
- Voer (parochie, Brønderslev)
- Vokslev (parochie)
- Volsted (parochie)
- Volstrup (parochie)
- Vor Frelsers (parochie, Aalborg)
- Vor Frue (parochie, Aalborg)
- Vorupør (parochie)
- Vrå (parochie)
- Vrejlev (parochie)
- Vrensted (parochie)
- Vust (parochie)